# Julián Maldonado

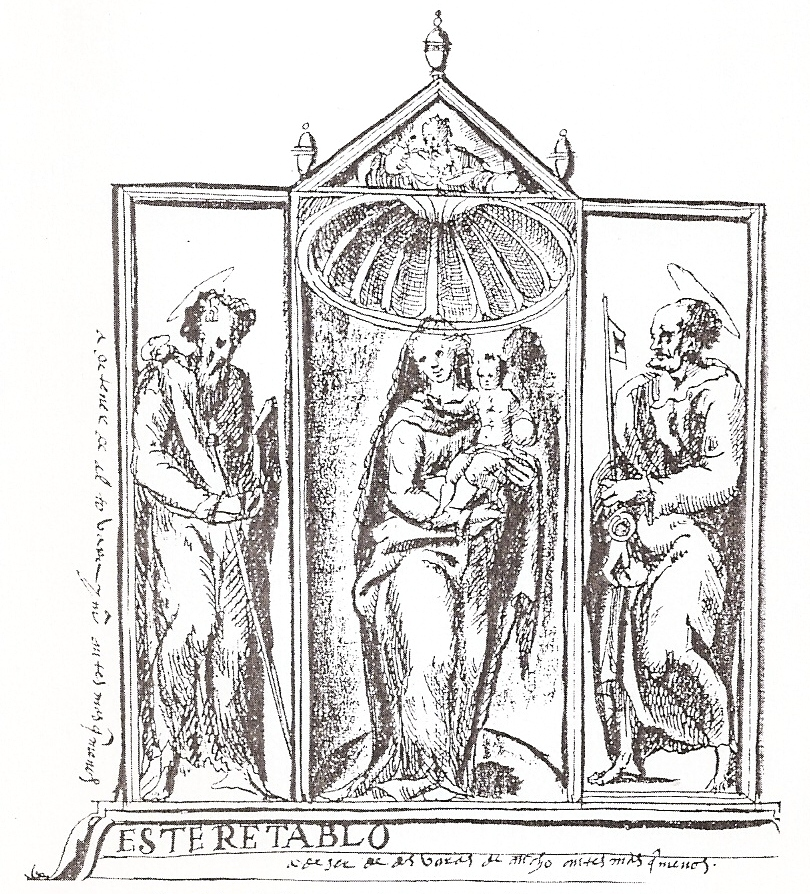
Dibujo de Maldonado para el retablo de Frades.

Julián Maldonado (Horcajo de las Torres, Ávila, c. 1520,  Cuéllar), pintor español del siglo XVI.
Perteneció a la denominada escuela cuellarana, en la que trabajó junto a su familia, los Maldonado, oriundos de La Moraña abulense (Horcajo de las Torres) y afincados en Cuéllar desde el año 1545, y en compañía del escultor Pedro de Bolduque. Fue padre de Gabriel de Cárdenas Maldonado y hermano de Juan Maldonado, componiendo un pequeño grupo de pintores locales que trabajaron en la zona.

## Obras
- Retablo manierista de la iglesia del Salvador de Fuentepelayo (Segovia), en el que trabajó junto a su hijo Gabriel.[2]

- Virgen del Rosario realizada por Pedro de Bolduque en Bahabón (Valladolid).[1]

- Retablo de Nuestra Señora de la iglesia parroquial de Frades (despoblado de Cuéllar), compuesto de dos tablas laterales y una Virgen central de bulto, coronado de un ático en el que aparecía representado en tabla un padre eterno; desaparecido.[1]

- Pinturas en la ermita de San Cristóbal de Bahabón.[3]